# Lijst van gotische gebouwen in Henegouwen
Dit is een (onvolledige) lijst van de gebouwen die in de gotische stijl zijn gebouwd in de Belgische provincie Henegouwen. Vaak zijn de gebouwen niet volledig in gotische stijl gebouwd; in dat geval worden enkel de gegevens van het gotische gedeelte gegeven.
| Naam                                               | Functie         | Start bouw (jaar) | Voltooid (jaar) | Stijl            | Huidige staat                                                                                          | Oorspronkelijke hoogte (m) | Huidige hoogte (m) | Lengte (m) | Breedte (m) | Stad    | Straat                  | Afbeelding |
| -------------------------------------------------- | --------------- | ----------------- | --------------- | ---------------- | --- | -------------------------- | ------------------ | ---------- | ----------- | ------- | ----------------------- | ---------- |
| Sint-Julianuskerk                                  | Kerk            | 1394              | 1414            | Gotiek           | Gerestaureerd. Enkel de toren en de onderbouw van het koor resteren na een grote brand in de 19e eeuw. | ?                          | ?                  | ?          | ?           | Aat     | Rue de Pintamont        |            |
| Sint-Martinuskerk                                  | Kerk            | ?                 | ?               | Gotiek           | Gerestaureerd                                                                                          | ?                          | ?                  | ?          | ?           | Aat     | Rue Saint Martin        |            |
| Sint-Ursmaruskerk                                  | Kerk            | 14e eeuw          | ?               | Gotiek           | Gerestaureerd                                                                                          | ?                          | ?                  | ?          | ?           | Binche  | Rue des Promenades      |            |
| Stadswallen                                        | Fortificatie    | 14e eeuw          | ?               | Gotiek           | Gerestaureerd                                                                                          | ?                          | ?                  | ?          | ?           | Binche  | ?                       |            |
| Paleis van Maria van Hongarije                     | Kasteel         | ?                 | ?               | Gotiek           | Ruïne                                                                                                  | ?                          | ?                  | ?          | ?           | Binche  | ?                       |            |
| Stadhuis                                           | Overheidsgebouw | 1458              | ?               | Brabantse gotiek | Gerestaureerd                                                                                          | ?                          | ?                  | ?          | ?           | Bergen  | Grande Place            |            |
| Kapel en poort van de voormalige grafelijke burcht | Kasteel         | ?                 | ?               | Gotiek           | Gerestaureerd. Gotische poort onder oorspronkelijk Romaanse kapel                                      | ?                          | ?                  | ?          | ?           | Bergen  | Rampe du Château        |            |
| Sint-Waltrudiskerk                                 | Kerk            | 1450              | 1686            | Brabantse gotiek | Gerestaureerd                                                                                          | ?                          | ?                  | ?          | ?           | Bergen  | Rue de la Grosse Pomme  |            |
| Sint-Elisabethskerk                                | Kerk            | ?                 | ?               | Gotiek           | Gerestaureerd. Gedeeltelijk verbouwd in Barokstijl                                                     | ?                          | ?                  | ?          | ?           | Bergen  | Rue de Nimy             |            |
| Belfort van Doornik                                | Belfort         | 1182              | ?               | Gotiek           | Gerestaureerd                                                                                          | ?                          | ?                  | ?          | ?           | Doornik | Rue des Chapeliers      |            |
| Pont des Trous                                     | Waterpoort      | 1281              | 1329            | Gotiek           | Het gebouw is verhoogd en de bogen zijn aangepast.                                                     | ?                          | ?                  | ?          | ?           | Doornik | Rue des Chapeliers      |            |
| Onze-Lieve-Vrouwekathedraal                        | Koor            | ?                 | 1255            | Gotiek           | Gerestaureerd                                                                                          | ?                          | ?                  | ?          | ?           | Doornik | Place de l'Evêché 1     |            |
| Sint-Jaques                                        | Kerk            | 13e eeuw          | 13e eeuw        | Scheldegotiek    | Gerestaureerd                                                                                          | ?                          | ?                  | ?          | ?           | Doornik | Rue du Louvre           |            |
| Sint Nicolaaskerk                                  | Kerk            | 12e eeuw          | 15e eeuw        | Scheldegotiek    | Gerestaureerd                                                                                          | ?                          | ?                  | ?          | ?           | Doornik | Rue du Château          |            |
| Sint-Piatuskerk                                    | Koor Schip      | 13e eeuw          | 13e eeuw        | Gotiek           | Gerestaureerd                                                                                          | ?                          | ?                  | ?          | ?           | Doornik | Rue des Jésuites        |            |
| Sint-Margarethakerk                                | Toren           | 14e eeuw          | ?               | Gotiek           | Verwaarloosd.                                                                                          | ?                          | ?                  | ?          | ?           | Doornik | Place de Lille          |            |
| Église du Séminaire                                | Kerk            | ?                 | ?               | Gotiek           | | ?                          | ?                  | ?          | ?           | Doornik | Rue des Jésuites        |            |
| Église des Croisiers                               | Kerk            | ?                 | ?               | Gotiek           | | ?                          | ?                  | ?          | ?           | Doornik |                         |            |
| Sint-Niklaaskerk                                   | Kerk            | ?                 | 1347            | Gotiek           | Heropgebouwd Gerestaureerd                                                                             | ?                          | ?                  | ?          | ?           | Edingen | Pierre Delannoyplaats 2 |            |
| Saint-Pierre-aux-Liens                             | Kerk            | ?                 | ?               | Gotiek           | ? | ?                          | ?                  | ?          | ?           | Elzele  | Place 14                |            |
| Abdij van Aulne                                    | Abdij           | ?                 | ?               | Gotiek           | Ruïne                                                                                                  | ?                          | ?                  | ?          | ?           | Gozée   |                         |            |
| Gasthuis Onze-Lieve-Vrouw met de Roos              | Ziekenhuis      | ?                 | ?               | Gotiek           | Gerestaureerd                                                                                          | ?                          | ?                  | ?          | ?           | Lessen  | Place Alix de Rosoit    |            |